# سیارک ۲۵۶۰
سیارک ۲۵۶۰ (به انگلیسی: 2560 Siegma، نامگذاری:1932CW) دو هزار و پانصد و شصتمین سیارک کشف شده‌است که در ۱۴ فوریه ۱۹۳۲ و در هایدلبرگ کشف شد.
قدر مطلق سیارک برابر ۱۱٫۷۰ است.